# Kickboxer 2 : Le Successeur
Série Kickboxer
Kickboxer
(1989) Kickboxer 3
(1992)
Pour plus de détails, voir Fiche technique et Distribution.
Kickboxer 2 : Le Successeur (Kickboxer 2: The Road Back) est un film réalisé par Albert Pyun et sorti en 1991. Il s'agit d'une suite du film Kickboxer, sorti en 1989.

## Synopsis
David Sloane a cessé toute compétition de kick boxing depuis la mort de ses deux frères, Kurt et Eric, sauvagement massacrés par Tong Po, une sombre brute thaïlandaise. Il est néanmoins forcé de remonter sur le ring pour sauver son gymnase de la faillite.
Après sa victoire, le manager de son adversaire se venge en incendiant la salle de sport. Grièvement blessé, David se remet lentement et se retrouve amené à rencontrer l'assassin de ses frères à la confrontation de Sangha et Tong Po.

## Fiche technique
Sauf indication contraire, les informations mentionnées dans cette section peuvent être confirmées par la base de données cinématographiques IMDb,  présente dans la section « Liens externes ».
- Titre original : Kickboxer 2: The Road Back
- Titre français : Kickboxer 2 : Le Successeur
- Réalisation : Albert Pyun
- Scénario : David S. Goyer, Mark DiSalle
- Décors : Nicholas T. Preovolos
- Costumes : Joseph A. Porro
- Photographie : George Mooradian
- Casting : Cathy Henderson
- Montage : Alan Baumgarten (en)
- Musique : Anthony Riparetti et James Saad
- Production : Tom Karnowski
  - Producteur associé : David S. Goyer
- D'après les personnages créés par Jean-Claude Van Damme, Mark DiSalle
- Société de production : Kings Road Entertainment
- Distribution : Trimark Pictures (États-Unis), La Société des films Sirius (France)
- Pays d’origine :  États-Unis
- Langue originale : anglais
- Genre : action, drame
- Durée : 89 minutes
- Dates de sortie :
  -  États-Unis: 14 juin 1991
  -  France : 17 juillet 1991

## Distribution
- Sasha Mitchell (VF: Luc Bernard) : David Sloane
- John Diehl : Jack
- Peter Boyle : Justin
- Dennis Chan (VF : Roger Crouzet) : Xian Chow
- Cary-Hiroyuki Tagawa : Sangha
- Michel Qissi : Tong Po
- Heather McComb : Lisa
- Brian Austin Green : Tommy
- Vince Murdocco : Brian Wagner
- Annie O'Donnell : la mère de Brian
- Christian Andrews : l'entraineur de Brian
- Matthias Hues : Neil Vargas
- Emmanuel Kervyn : Kurt Sloane
- Casey Stengel : Eric Sloane

## Production

### Genèse et développement
Après le succès de Kickboxer, le producteur Stephen J. Friedman et sa société Kings Road Entertainment veulent produire une suite. Faire revenir Jean-Claude Van Damme semblait trop couteux. David S. Goyer est alors chargé d'écrire un script sans lui.

### Attribution des rôles
Sasha Mitchell, connu pour son rôle dans la série télévisée Notre belle famille auprès de Patrick Duffy et Susan Summer, avait accepté le rôle alors qu'il était encore pris par le tournage de la série.
Jean-Claude Van Damme devait initialement reprendre le rôle de Kurt ne serait-ce que pour la scène de l'assassinat par Tong Pô. Il a cependant refusé, car il ne voulait en aucun cas faire mourir l'un de ses personnages.

### Tournage
Le tournage a eu lieu à Los Angeles.

## Bande originale
- My Brother's Eyes : Eric Barnett
- A Man Alone : Savoy Brown
- It's All Up To You : Daniel